# David Samuel Margoliouth

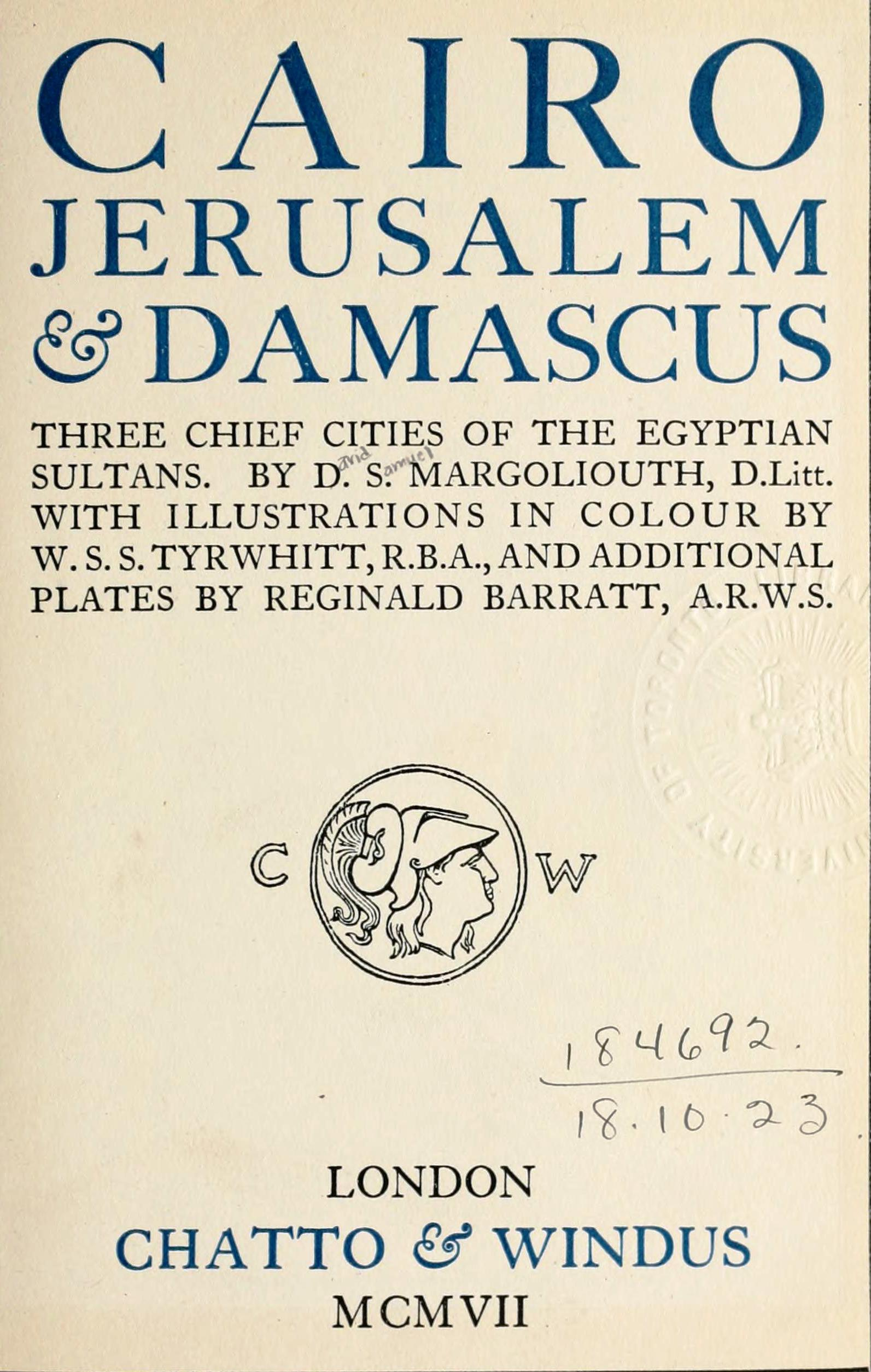
Cairo, Jerusalem, and Damascus (1907)

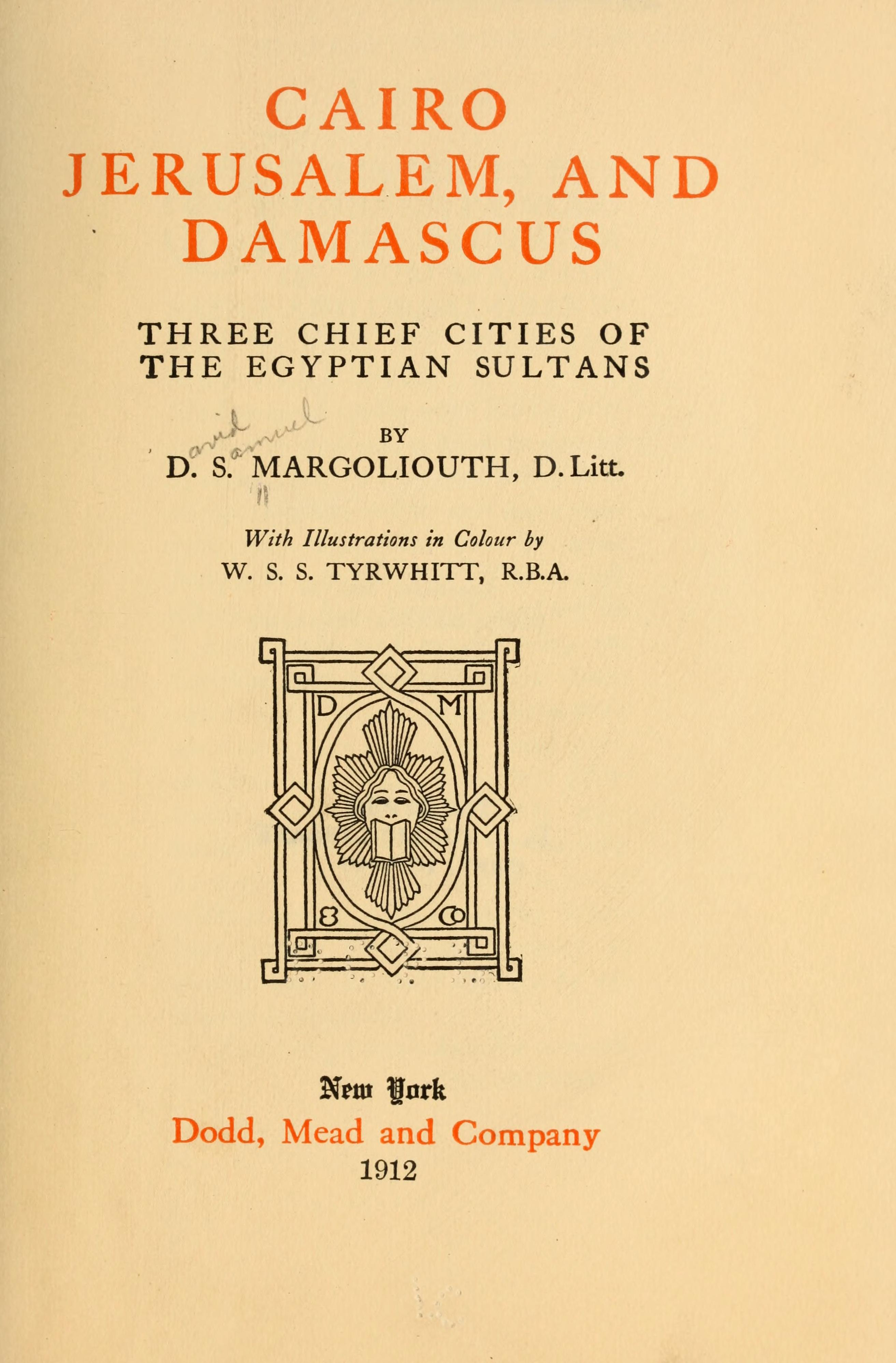
Cairo, Jerusalem, and Damascus (1912)

David Samuel Margoliouth (* 17. Oktober 1858 in London; † 22. März 1940 ebenda) war ein führender britischer Orientalist. Er war von 1889 bis 1937 Professor für Arabisch an der Universität Oxford. Ab 1896 war er mit der Orientalistin Jessie Payne Margoliouth, der Tochter seines Kollegen Robert Payne Smith verheiratet. 1915 wurde er zum Mitglied (Fellow) der British Academy gewählt. Seit 1932 war er korrespondierendes Mitglied der Sächsischen Akademie der Wissenschaften.
Margoliouth gilt als einer der Pioniere der Islamwissenschaft. Er verbrachte lange Zeit im Nahen Osten. Einige seiner Werke galten im englischen Sprachraum lange als Standardwerke.
Sein bekanntestes Zitat über den Koran:
"Die Forscher sind einstimmig der Meinung, dass der Koran an einer hervorragenden Stelle zwischen den größten Religionsbüchern steht, obwohl er das neuste dieser Bücher ist, d. h. das letzte, das die Geschichte kennt. Aber er ist das erste, der den meisten Einfluss auf die Menschen hat und einen neuen menschlichen Gedanken ins Leben gerufen hat. Und er hat eine besondere fundamentale moralische Schule gegründet."

## Werke
- Mohammed and the Rise of Islam, 1905
- Umayyads and Abbasids, 1907
- Cairo, Jerusalem, and Damascus, 1907 und 1912
- The Early Development of Mohammedanism, 1914 (Hibbert Lectures 1913 Digitalisat)
- Yaqut's dictionary of learned men, 7 Bände, 1908–1927
- The Kitab al-Ansab of al-Sam'ani, 1911
- Mohammedanism, 1912
- The table-talk of a Mesopotamian judge, 2 Bände, 1921–22
- zusammen mit H. F. Amedroz: The Eclipse of the Abbasid Caliphate, 1922; es handelt sich dabei um die Übersetzung der Chronik des Ahmad Ibn Muhammad Miskawaih
- The Relations Between Arabs and Israelites Prior to the Rise of Islam, 1924